# 日曜THEリアル!
『日曜THEリアル!』（にちよう ザ・リアル）は、2019年（令和元年）10月20日から2020年（令和2年）9月27日まで、フジテレビ系列で放送されていたノンフィクション番組枠である。全35回。

## 概要
大人から子供までの家族で楽しめるノンフィクションのコンテンツを放送。番組内容は単発のノンフィクション・ドキュメンタリーを重点的に放送する事になるが、2019年1月前半で終了した単発2時間番組『ニチファミ!』の間接的復活、また同時に2019年9月13日をもって放送終了となった『金曜プレミアム』の事実上の放送枠移動となる。
当番組では『ニチファミ!』や『金曜プレミアム』では行われなかったオープニングタイトルが復活（日曜単発枠では『日曜ファミリア』以来）、「子供が紙飛行機を飛ばすと大都会が移り、ビル群を上から見てタイトルが映し出される」という内容であった。しかし同年4月5日放送分からは不定期に放送される様になった。
2020年10月改編により9月で終了。10月からは同時間帯で『日曜ワンダー!』が放送開始した。

## 放送内容
| 2019年（令和元年） |                 |                                                                  |                                                                                              |                                   |                                 |        |
| 回                 | 放送日          | 放送番組                                                         | 主な出演者                                                                                   | フジテレビアナウンサー            | 備考                            | 視聴率 |
| ------------------ | --------------- | ---------------------------------------------------------------- | -------------------------------------------------------------------------------------------- | --------------------------------- | ------------------------------- | ------ |
| 1                  | 2019年 10月20日 | 世界法廷ミステリー〜魔女の微笑〜                                 | 宮根誠司、加藤綾子                                                                           |                                   |                                 | 5.7%   |
| 2                  | 10月27日        | 今夜解禁!開かずの扉 超カギ師が眠れるお宝発掘SP Part4             | ビビる大木、宮崎美子、朝日奈央                                                               |                                   |                                 | 7.0%   |
| 3                  | 11月10日        | 陛下と雅子さま 知られざる笑顔の物語                              | ゲスト：宮崎美子、カンニング竹山 ドラマ：美村里江、神保悟志、デビット伊東 ナレーター：窪田等 | 司会：三宅正治、三田友梨佳        | [ 4 ] [ 注 2 ]                  |        |
| 4                  | 11月17日        | 逮捕の瞬間!警察24時 防犯カメラは見た!犯人を完全追跡SP            | 司会：タカアンドトシ、岡田結実 ナレーター：屋良有作                                          |                                   | 19:00 - 21:54で放送。           |        |
| 5                  | 12月15日        | 特捜!最強FBI緊急捜査 日本の未解決事件を追う!                     | 司会：髙嶋政宏 解説：大峯泰廣（元警視庁捜査一課理事官）                                      | 司会：佐々木恭子                  | 生放送 11月10日放送予定が変更。 | 7.2%   |
| 6                  | 12月29日        | 命の現場最前線!救命救急24時〜密着!巨大病院“生命”への新たな挑戦〜 | VTRのため出演者・アナウンサーなし                                                            | VTRのため出演者・アナウンサーなし | 19:00 - 21:54で放送。           | 6.3%   |

| 2020年（令和2年） |                |                                                                             | |                                      |                                                             |        |
| 回                | 放送日         | 放送番組                                                                    | 主な出演者 | フジテレビアナウンサー               | 備考                                                        | 視聴率 |
| ----------------- | -------------- | --------------------------------------------------------------------------- | --- | ------------------------------------ | ----------------------------------------------------------- | ------ |
| 7                 | 2020年 1月19日 | トラブルSOS サギ師vs最強弁護士 怒りの逆襲SP                                 | VTRのため出演者・アナウンサーなし | VTRのため出演者・アナウンサーなし    |                                                             |        |
| 8                 | 1月26日        | 世界法廷ミステリー 暴かれた完全犯罪                                         | 宮根誠司、加藤綾子 |                                      |                                                             |        |
| 9                 | 2月2日         | 池上彰スペシャル25【韓国 "反日主義" の行方2020池上彰緊急取材】              | 池上彰 |                                      |                                                             | 7.6%   |
| 10                | 2月16日        | 野村克也さん 追悼特別番組 秘蔵映像をつづるノムさんの野球人生と家族愛        | スタジオゲスト： 【フジテレビ】江本孟紀、長嶋一茂、真中満 【沖縄テレビ】高津臣吾（東京ヤクルト監督）、古田敦也、石井一久（東北楽天ゼネラルマネージャー） | 司会：三宅正治、西山喜久恵、宮司愛海 | 生放送                                                      | 7.5%   |
| 11                | 2月23日        | 居場所をください〜限界密着…壊れていく子どもたち〜                           | 司会：若林正恭（オードリー）、松岡茉優 パネラー：尾木直樹、高橋英樹、高橋真麻、北斗晶                                                                    |                                      |                                                             |        |
| 12                | 3月1日         | 逮捕の瞬間!警察24時 消えた犯人&謎の通報者を完全追跡SP                       | 司会：タカアンドトシ、岡田結実 ナレーター：屋良有作 |                                      |                                                             |        |
| 13                | 3月15日        | 世界法廷ミステリー ～女たちの逆転判決～                                     | 宮根誠司、加藤綾子 |                                      |                                                             |        |
| 14                | 4月5日         | 無念を晴らせ・真相解明！交通事故鑑定人～痕跡は語る～                        | 三田寛子、伊集院光、足立梨花 | 生田竜聖                             | 2月16日放送予定が変更。 ここからOPタイトルが不定期放送に    |        |
| 15                | 4月12日        | Mr.サンデー発 宮根×太田 今こそニッポン変えませんか                          | 司会：宮根誠司、太田光（爆笑問題） ゲスト：武井壮、橋下徹、ひろゆき、古市憲寿                                                                            |                                      | 生放送 データ放送                                           |        |
| 16                | 4月19日        | 追跡ドキュメントバラエティー シンジジツ                                     | 司会：加藤浩次（極楽とんぼ） ゲスト：伊集院光、アンミカ、トラウデン直美                                                                                  | 司会：三田友梨佳                     |                                                             |        |
| 17                | 4月26日        | 緊急追跡！新型コロナ見えない敵を解剖SP                                      | 司会：安藤優子 |                                      | 生放送                                                      |        |
| 18                | 5月10日        | Mr.サンデー発 宮根×太田 今こそニッポン変えませんか                          | 司会：宮根誠司、太田光（爆笑問題） ゲスト：落合陽一、金子恵美、田中修治、橋下徹、ひろゆき                                                                |                                      | 生放送 データ放送                                           |        |
| 19                | 5月17日        | Dr.ミステリーの事件簿 ~人体の謎を解け~                                      | 司会: 博多華丸・大吉 ゲスト: 三田寛子、ゆきぽよ |                                      |                                                             |        |
| 20                | 5月24日        | 世界法廷ミステリー〜ミリオネアの殺人告白〜                                  | 司会：宮根誠司、加藤綾子 |                                      |                                                             |        |
| 21                | 5月31日        | 池上彰 緊急スペシャル!〜世界を変えた新型コロナ 未来を生き抜く私たちの闘い〜 | 解説：池上彰 進行：高島彩 ゲスト：足立梨花、梅沢富美男、カズレーザー（メイプル超合金）、吉川美代子                                                       | 生放送パート進行：佐々木恭子         | 一部生放送                                                  |        |
| 22                | 6月7日         | 逮捕の瞬間!警察24時 突入!ガサ入れ!摘発!緊急出動SP                           | 司会：タカアンドトシ、岡田結実 ナレーター：屋良有作 |                                      |                                                             |        |
| 23                | 6月14日        | 〜おうちで世界一周〜世界の絶景100選 早く行きたいベスト                      | 司会：内藤剛志、久本雅美 ゲスト：藤森慎吾（オリエンタルラジオ）、みちょぱ VTR出演：新庄剛志、谷原章介、広末涼子、船越英一郎                              |                                      |                                                             | 5.4%   |
| 24                | 6月28日        | もう一度家族になりたい!                                                     | SHELLY、ミキ、副島淳 |                                      |                                                             |        |
| 25                | 7月5日         | トラブルSOS 詐欺師VS最強弁護士                                              | |                                      |                                                             | 6.9%   |
| 26                | 7月12日        | 配達王〜芸能人が極上グルメをあなたの家にお届け〜                            | 司会：田村淳（ロンドンブーツ1号2号） | 進行：井上清華                       |                                                             |        |
| 27                | 7月19日        | 逮捕の瞬間!警察24時 若手刑事VS凶悪犯 真夜中の事件簿SP                       | 司会：タカアンドトシ、岡田結実 ナレーター：屋良有作 |                                      |                                                             |        |
| 28                | 7月26日        | 今夜解禁!開かずの扉                                                         | VTR出演：ビビる大木、木本武宏(TKO)、福田充徳(チュートリアル)、岡田結実 スタジオ出演：ビビる大木、井森美幸、岡田結実                                      |                                      |                                                             |        |
| 29                | 8月2日         | ラストドクター                                                              | スタジオゲスト：朝日奈央、河合郁人(A.B.C.-Z)、チョコレートプラネット                                                                                     |                                      |                                                             |        |
| 30                | 8月9日         | 世界法廷ミステリー                                                          | 司会：宮根誠司 | 司会：井上清華                       |                                                             |        |
| 31                | 8月16日        | ドン底人生脱出大作戦!!                                                      | 司会：田村淳（ロンドンブーツ1号2号）、鷲見玲奈 ゲスト：的場浩司、池田美優                                                                                |                                      |                                                             |        |
| 32                | 9月6日         | 実録スクープ!その時、裁判官は言った2                                        | 司会：加藤浩次 ゲスト：カンニング竹山、佐藤仁美、ゆきぽよ（木村有希）、若狭勝                                                                            | 進行：宮澤智                         |                                                             |        |
| 33                | 9月13日        | あなたを美しくします!ビューティゴッドハンド                                 | 司会：千原ジュニア、竹内由恵 ゲスト：尾上右近、ゆきぽよ（木村有希）、アンミカ、van、井戸田潤（スピードワゴン）                                           |                                      |                                                             |        |
| 34                | 9月20日        | 池上彰緊急スペシャル!                                                       | 解説：池上彰 ゲスト：梅沢富美男、長嶋一茂、ゆきぽよ、吉川美代子                                                                                          | 進行：山﨑夕貴                       |                                                             |        |
| 35                | 9月27日        | RIZIN.24                                                                    | 高田延彦、朝比奈彩、おのののか、ケンドーコバヤシ 解説：中井祐樹、藤井惠、小野寺力、小比類巻貴之                                                          | 実況：                               | さいたまスーパーアリーナから生中継 「日曜THEリアル!」最終回 |        |

## 休止
19:00の『ジャンクSPORTS』（第2期）の拡大版や22:00の『Mr.サンデー』（フジテレビ・関西テレビ共同制作）の拡大版は、当番組扱いはされない。また、19:00（もしくは20:00）からスポーツ中継やバラエティ特番が入った場合は休止する場合がある。
2019年
- 11月3日は、『FNS27時間テレビ にほんのスポーツは強いっ!』（前日18:30 - 21:54）のため休止。
- 11月24日は、『サザエさん50周年記念スペシャル』（18:30 - 21:54）のため休止。
- 12月1日は、『中居正広のプロ野球珍プレー好プレー大賞 2019』（19:00 - 21:54）のため休止。
- 12月8日は、『THE MANZAI 2019 マスターズ』（19:00 - 21:54）のため休止。
- 12月22日は、『全日本フィギュアスケート選手権』（19:00 - 21:25。中継延長で10分拡大）と『Mr.サンデー』SP（21:25 - 23:34）のため休止。

2020年
- 1月5日は、『逃走中～ワンチームVS新型ハンター〜』（19:00 - 21:00）および、フジテレビ開局60周年記念ドラマ『教場』（21:00 - 23:24）のため休止。
- 1月12日は、『ジャンクSPORTS しぶこが笑えば稲垣も笑う!いよいよ五輪イヤーだよSP』（19:00 - 21:54）のため休止。
- 2月9日は、『2020年四大陸フィギュアスケート選手権』（男子フリー）のため休止[14]。
- 3月8日は、『R-1ぐらんぷり2020』（19:00 - 21:00）および、『Mr.サンデー』SP（21:00 - 23:09）のため休止。
- 3月22日は、映画『モアナと伝説の海』（19:00 - 21:08)  および、『Mr. サンデー』SP (21:20 - 23:15) のため休止[注 6]。
- 3月29日は、『ジャンクSPOSTS 大スター一斉集合SP』（19:00 - 21:54）のため休止。
- 5月3日は、『緊急生中継!中居正広のスポーツ珍プレー好プレー みんなで(生)サプライズを!起こしましょうSP』（19:00 - 21:54）のため休止。
- 6月21日は、『志村友達 大集合スペシャル!!』（19:00 - 21:54）のため休止。
- 8月23日は、『アンタッチャブルのおバカワいい映像バトル』（19:00 - 21:54）のため休止。
- 8月30日は、『逃走中～真夏のハンターランド～』（19:00 - 21:54）のため休止。

## ネット局
| 放送対象地域   | 放送局                    | 系列           | 放送時間           | ネット状況                   | 備考                       |
| -------------- | ------------------------- | -------------- | ------------------ | ---------------------------- | -------------------------- |
| 関東広域圏     | フジテレビ（CX）          | フジテレビ系列 | 日曜 20:00 - 21:54 | 【制作局】(同時フルネット)   | 【制作局】(同時フルネット) |
| 北海道         | 北海道文化放送（UHB）     | フジテレビ系列 | 日曜 20:00 - 21:54 | 同時フルネット               |                            |
| 岩手県         | 岩手めんこいテレビ（mit） | フジテレビ系列 | 日曜 20:00 - 21:54 | 同時フルネット               |                            |
| 宮城県         | 仙台放送（OX）            | フジテレビ系列 | 日曜 20:00 - 21:54 | 同時フルネット               |                            |
| 秋田県         | 秋田テレビ（AKT）         | フジテレビ系列 | 日曜 20:00 - 21:54 | 同時フルネット               |                            |
| 山形県         | さくらんぼテレビ（SAY）   | フジテレビ系列 | 日曜 20:00 - 21:54 | 同時フルネット               |                            |
| 福島県         | 福島テレビ（FTV）         | フジテレビ系列 | 日曜 20:00 - 21:54 | 同時フルネット               |                            |
| 静岡県         | テレビ静岡（SUT）         | フジテレビ系列 | 日曜 20:00 - 21:54 | 同時フルネット               |                            |
| 石川県         | 石川テレビ（ITC）         | フジテレビ系列 | 日曜 20:00 - 21:54 | 同時フルネット               |                            |
| 福井県         | 福井テレビ（FTB）         | フジテレビ系列 | 日曜 20:00 - 21:54 | 同時フルネット               |                            |
| 近畿広域圏     | 関西テレビ（KTV）         | フジテレビ系列 | 日曜 20:00 - 21:54 | 同時フルネット               |                            |
| 島根県・鳥取県 | さんいん中央テレビ（TSK） | フジテレビ系列 | 日曜 20:00 - 21:54 | 同時フルネット               |                            |
| 岡山県・香川県 | 岡山放送（OHK）           | フジテレビ系列 | 日曜 20:00 - 21:54 | 同時フルネット               |                            |
| 広島県         | テレビ新広島（TSS）       | フジテレビ系列 | 日曜 20:00 - 21:54 | 同時フルネット               |                            |
| 愛媛県         | テレビ愛媛（EBC）         | フジテレビ系列 | 日曜 20:00 - 21:54 | 同時フルネット               | [ 注 7 ]                   |
| 高知県         | 高知さんさんテレビ（KSS） | フジテレビ系列 | 日曜 20:00 - 21:54 | 同時フルネット               |                            |
| 福岡県         | テレビ西日本（TNC）       | フジテレビ系列 | 日曜 20:00 - 21:54 | 同時フルネット               |                            |
| 佐賀県         | サガテレビ（STS）         | フジテレビ系列 | 日曜 20:00 - 21:54 | 同時フルネット               | [ 注 8 ]                   |
| 長崎県         | テレビ長崎（KTN）         | フジテレビ系列 | 日曜 20:00 - 21:54 | 同時フルネット               |                            |
| 熊本県         | テレビ熊本（TKU）         | フジテレビ系列 | 日曜 20:00 - 21:54 | 同時フルネット               |                            |
| 鹿児島県       | 鹿児島テレビ（KTS）       | フジテレビ系列 | 日曜 20:00 - 21:54 | 同時フルネット               |                            |
| 新潟県         | NST新潟総合テレビ（NST）  | フジテレビ系列 | 日曜 20:00 - 21:48 | 同時ネット （21:48飛び降り） |                            |
| 長野県         | 長野放送（NBS）           | フジテレビ系列 | 日曜 20:00 - 21:48 | 同時ネット （21:48飛び降り） |                            |
| 富山県         | 富山テレビ（BBT）         | フジテレビ系列 | 日曜 20:00 - 21:48 | 同時ネット （21:48飛び降り） |                            |
| 中京広域圏     | 東海テレビ（THK）         | フジテレビ系列 | 日曜 20:00 - 21:48 | 同時ネット （21:48飛び降り） |                            |
| 沖縄県         | 沖縄テレビ（OTV）         | フジテレビ系列 | 日曜 20:00 - 21:48 | 同時ネット （21:48飛び降り） | [ 注 9 ]                   |

- 番組終盤の21:48 - 21:54はローカルセールス枠のため、通常時同時フルネット局でも臨時に21:48で飛び降りする[注 10]一方、通常時同時ネット局でも臨時フルネットで放送する場合がある。
- 次番組の都合により飛び降り点は設けられず全局同時フルネットとなる場合もある。
- 一部系列局では自社制作のプロ野球中継への差し替えを行う場合、当該回は他日振替で放送したが、振替先が日曜ではない場合であっても、枠名は原則改題することなく「日曜THEリアル!」としてそのまま放送していた。
- 本番組の時間帯が日本テレビ系列の同時ネット枠[注 11]となっているテレビ大分（TOS）とテレビ宮崎（UMK）は、『日曜ファミリア』・『ニチファミ!』と同様に不定期放送で、他日に全編ローカルセールス枠で遅れネットで放送した為、一部の番組は非ネット扱いとなった。